# Ai Wu
Ai Wu (chinesisch 艾芜, Pinyin Ài Wú; * 2. Juni 1904 als Daogeng Tang im Kreis Lianfeng in der Provinz Sichuan, Chinesisches Kaiserreich; † 5. Dezember 1992 in Chengdu, Volksrepublik China) war ein chinesischer Schriftsteller.

## Leben
Ai wurde als Sohn eines Dorflehrers geboren. Sein eigentlicher Name war Daogeng Tang. Nach einer Ausbildung zum Lehrer reiste er von 1925 bis 1930 durch Südchina, Burma und Südostasien. Er war als Hausdiener, Schankgehilfe, Koch, Korrektor, Lehrer und Redakteur tätig. In Shanghai wurde er 1932 Mitglied der Liga linksgerichteter Schriftsteller. Anfang der 1960er Jahre wanderte er wieder durch Südchina. In der Zeit der Kulturrevolution wurde er verhaftet und war mehrere Jahre inhaftiert.
Ai verfasste Kurzgeschichten, Erzählungen, Romane, Gedichte, Reportagen, Essays und auch literaturtheoretische Werke.

## Werke (Auswahl)
- Nanguo zhi ye, Kurzgeschichten, 1935
- Nanxing ji, 1935
- Taohuang, 1939
- Bajiaogu, Erzählungen, 1939
- Shanye, Roman, 1947
- Wode qingnian shidai, 1948
- Bailianchenggang, 1957
- Nanxing ji xubian, 1964
- Der Tempel in der Schlucht und andere Erzählungen, 1989